# Championnat de Roumanie de football 2017-2018
Navigation
2016-2017 2018-2019
La saison 2017-2018 du championnat de Roumanie de football est la 100e édition de la première division roumaine. Le championnat rassemble les 14 meilleures équipes du pays au sein d'une poule unique, où chaque club rencontre tous ses adversaires 2 fois, à domicile et à l'extérieur.

## Participants
Légende des couleurs
- Troisième tour de qualification de la Ligue des champions 2017-2018
- Troisième tour de qualification de la Ligue Europa 2017-2018
- Deuxième tour de qualification de la Ligue Europa 2017-2018
- Promu de deuxième division

| Club                  | Dernière montée | Classement 2016-2017 | Entraîneur        | Stade                              | Capacité théorique |
| --------------------- | --------------- | -------------------- | ----------------- | ---------------------------------- | ------------------ |
| Viitorul Constanța    | 2012            | 1                    | Gheorghe Hagi     | Stade Viitorul                     | 4 500              |
| Steaua Bucarest       | 1947            | 2                    | Nicolae Dică      | Arena Națională                    | 55 634             |
| Dinamo Bucarest       | 1948            | 3                    | Florin Bratu      | Stade Dinamo                       | 15 032             |
| CFR Cluj              | 2004            | 4                    | Dan Petrescu      | Stade Docteur-Constantin-Rădulescu | 23 500             |
| Universitatea Craiova | 2014            | 5                    | Devis Mangia      | Stade Ion-Oblemenco                | 30 000             |
| Astra Giurgiu         | 2009            | 6                    | Gheorghe Mulțescu | Stade Marin-Anastasovici           | 8 500              |
| Politehnica Iaşi      | 2014            | 7                    | Flavius Stoican   | Stade Emil-Alexandrescu            | 11 390             |
| Gaz Metan Mediaș      | 2016            | 8                    | Cristian Pustai   | Stade Gaz Metan                    | 7 814              |
| FC Voluntari          | 2015            | 9                    | Claudiu Niculescu | Stade Anghel-Iordănescu            | 4 600              |
| FC Botoșani           | 2013            | 10                   | Costel Enache     | Stade municipal de Botoșani        | 12 000             |
| Concordia Chiajna     | 2011            | 11                   | Ionuț Badea       | Stade Concordia                    | 5 123              |
| Poli Timișoara        | 2015            | 12                   | Adrian Neaga      | Stade Dan-Păltinișanu              | 32 972             |
| Juventus Bucarest     | 2017            | 1 (D2)               | Marius Baciu      | Stadionul Ilie Oană                | 15 097             |
| Sepsi Sfântu Gheorghe | 2017            | 2 (D2)               | Eugen Neagoe      | Stade Silviu-Ploeșteanu            | 8 800              |

## Compétition

### Règlement
Calcul des points :
- 3 points pour une victoire ;
- 1 point pour un match nul ;
- 0 point pour une défaite.

En cas d'égalité de points, les critères suivants sont appliqués :
- Points particuliers ;
- Différence de buts particulière ;
- Nombre de buts marqués en confrontations directes ;
- Différence de buts générale ;
- Nombre de buts marqués ;
- Match de barrage.